# Blinda fläcken

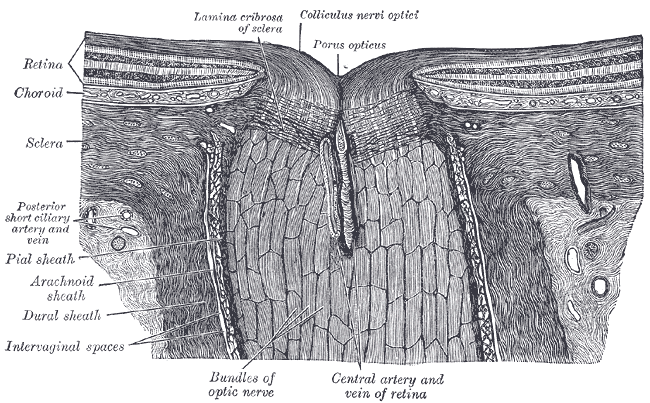
Syncellernas nervtrådars anslutning till synnerven

Blinda fläcken eller papillen är det område i ögats näthinna där syncellernas nervtrådar går ihop till synnerven (kranialnerv II, opticus) som endast är sensorisk (leder information till hjärnan). Som framgår av namnet ser man inget i denna del av synfältet. Vid ett synfältstest framstår detta område som blint och det används därför som fixeringspunkt vid dessa ögonmedicinska undersökningar.
I horisontalplanet genom syncentrum börjar det blinda området cirka 9,2 grader från syncentrum och slutar cirka 20 grader från syncentrum. Utanför blinda fläcken avtar synskärpan hastigt med ökat avstånd från syncentrum.
Förändringar i blinda fläcken uppstår vid olika sjukdomstillstånd, som till exempel vid glaukom då blodkärlen som löper parallellt med synnerven förskjuts mot näsan. Vid ett ökat tryck i hjärnan trycks papillen framåt in i ögat, vilket kallas för papillödem och är ett allvarligt symptom på sjukdomsprocess i hjärnan. Näthinnan och blinda fläcken är det enda ställe i kroppen där sinnesceller och nerver kan direkt observeras. Denna inspektion sker med ett instrument som kallas oftalmoskop.

## Att hitta blinda fläcken i sitt eget öga
Man märker normalt inte att man har en blind fläck. Detta eftersom du inte får något sensoriskt input från det området i retina. När båda ögonen är öppna kan information från det ena ögat täcka upp bristen i det andra.
Men med följande experiment kan man hitta blinda fläcken:
- Lägg ett mynt på ett bord.
- Stå upp och titta rakt ner på myntet med endast höger öga öppet.
- Sätt pekfingret på bordet cirka 2 dm rakt till vänster om myntet.
- Rikta blicken mot pekfingernageln och rör fingret sakta åt olika håll, främst rakt i sidled bort från myntet.

Det finns ett litet område där pekfingret får ögat att riktas så att myntet hamnar i blinda fläcken och verkar försvinna spårlöst. Genom att fortsätta flytta pekfingret kan man få en uppfattning om hur stor blinda fläcken är. Höger öga har sin blinda fläck till höger om området där det ser skarpast, vänster öga har sin blinda fläck till vänster. 
| Att finna sin blinda fläck | Att finna sin blinda fläck | Att finna sin blinda fläck | Att finna sin blinda fläck | Att finna sin blinda fläck |
| --- | -------------------------- | -------------------------- | -------------------------- | -------------------------- |
| |                            |                            |                            |                            |
| | H                          |                            | V                          |                            |
| |                            |                            |                            |                            |
| Instruktioner: Stäng ena ögat medan du med det andra ögat fokuserar på lämplig bokstav, det vill säga V om du har vänster öga öppet, H om du har höger öga öppet. Börja med att hålla ditt huvud ett normalt avstånd från skärmen. Utan att flytta blicken, rör ditt huvud långsamt mot eller bort från skärmen tills det att bokstaven du inte fokuserar på plötsligt försvinner. Exempelvis, ifall du håller ditt högra öga stängt och fokuserar på bokstaven V med ditt vänstra öga kommer bokstaven H att försvinna. |                            |                            |                            |                            |